# François Ngeze
François Ngeze (Isale, 1953) è un politico burundese.
Quinto Presidente della repubblica del Burundi dal 21 ottobre 1993 al 27 ottobre 1993.
François Ngeze nacque da famiglia hutu a Isale in provincia di Bujumbura, dove iniziò gli studi primari. Nel 1973 si rifugiò in Ruanda dove terminò gli studi in Francese e Storia. In Rwanda iniziò la carriera di insegnante, che continuò anche in Burundi quando rientrò nel 1988.
In Ruanda fu membro attivo del Fronte popolare di liberazione e del PALIPEHUTU. Rientrato in Burundi aderì al partito UPRONA. Fu segretario permanente di questo partito a Bujumbura, fu nominato governatore della provincia di Cankuzo e successivamente di Bujumbura-Rural. Nel marzo 1993 divenne ministro degli Interni, della Sicurezza pubblica e dello sviluppo delle collettività locali nel governo di Pierre Buyoya. Alle elezioni legislative del 1993 ottenne un seggio all'Assemblea generale nelle file dell'UPRONA, eletto nella circoscrizione di Bujumbura-Mairie.
Venne scelto dal Comitato militare di pubblica salvezza, un gruppo di ufficiali dell'esercito che rovesciò il governo democraticamente eletto del presidente Melchior Ndadaye, sommariamente giustiziato insieme ad alcuni dei suoi ministri con altre alte personalità del Burundi durante il colpo di Stato del 21 ottobre 1993. Ngeze venne proposto dallo stesso Pierre Buyoya, essendo un civile hutu non estremista, in modo da far accettare alla popolazione del Burundi e all'opinione pubblica internazionale il colpo di Stato.
Ngeze venne portato dai militari golpisti al campo Para nelle prime ore del 21 ottobre. Dopo aver assistito alla tortura e all'uccisione di Melchior Ndadaye mentre era ancora "in pigiama", venne proclamato presidente dalle stesse truppe che avevano eseguito l'esecuzione.
A seguito della condanna internazionale del colpo di stato e delle manifestazioni di violenza scoppiati nel paese, il "Comitato militare di pubblica salvezza" ammise il fallimento del golpe e si sciolse il 27 ottobre.
Sylvie Kinigi, primo ministro nel governo Ndadaye, subentrò come presidente de facto, secondo le disposizioni costituzionali.